# کراس کیز (ویرجینیا)
کراس کیز (به انگلیسی: Cross Keys) یک منطقهٔ مسکونی در ایالات متحده آمریکا است که در شهرستان راکینگهام، ویرجینیا واقع شده‌است.